# Mes voisins les Yamada (film)
Pour la série manga, voir Mes voisins les Yamada.
Mes voisins les Yamada (ホーホケキョ となりの山田くん, Hōhokekyo tonari no Yamada-kun) est un film d'animation dirigé par Isao Takahata et produit par le Studio Ghibli. Cette comédie familiale est une adaptation du manga Mes voisins les Yamada, publié entre 1991 et 1993 dans Asahi shinbun.

## Histoire
En 1999, le studio Ghibli — avec Isao Takahata — réalise Mes voisins les Yamada en film d'animation.
Avec un dessin simple et léger, et une suite de scènes indépendantes plutôt qu'une histoire « en un fil », Mes voisins les Yamada est un dessin animé qui parvient à être à la fois drôle, et très poétique par moments.
Mais ce film d'animation a connu un relatif échec après le grand succès remporté par les précédents films du studio Ghibli et du réalisateur.

## Fiche technique

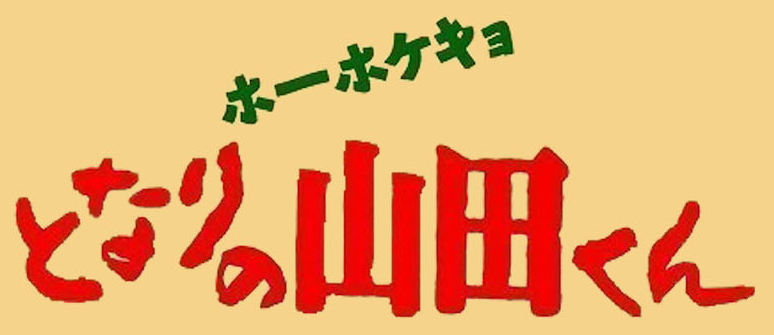
Logo japonais du film.

- Titre original : Hōhokekyo tonari no Yamada-kun (ホーホケキョ となりの山田くん?)
- Titre français : Mes voisins les Yamada
- Réalisation : Isao Takahata
- Scenario : Isao Takahata d'après le manga de Hisaichi Ishii
- Producteur : Seiichirou Ujiie, Takashi Shouji, Michael O. Johnson
- Producteur exécutif : Yasuyoshi Tokuma
- Musique originale : Hitoribocchi ha Yameta (I Quit Being Alone)
- Directeur de l'animation : Ken'ichi Konishi
- Direction artistique : Naoya Tanaka, Youji Takeshige
- Photographie : Atsushi Okui
- Studio de réalisation : Studio Ghibli
- Directeur du son : Akiko Yano
- Durée : 104 minutes
- Dates de sortie :
  -  Japon : 17 juillet 1999
  -  France : 4 avril 2001
- Distribution : Ocean Films[1] (sortie en salles), TF1 Vidéo (1re sortie VHS/DVD)[2], Buena Vista (ressortie DVD en 2011)

## Distribution
| Personnages | Voix japonaises | Voix françaises (2001) | Voix françaises (2011) |
| ----------- | --------------- | ---------------------- | ---------------------- |
| Noboru      | Hayato Isobata  | Tony Marot             | Maxime Nivet           |
| Shige       | Masako Araki    | Colette Venhard        | Élisabeth Wiener       |
| Nonoko      | Naomi Uno       | Laura Préjean          | Clara Quilichini       |
| Takashi     | Touru Masuoka   | Nicolas Marié          | Raymond Acquaviva      |
| Matsuko     | Yukiji Asaoka   | Françoise Blanchard    | Marie Vincent          |

## Production
Isao Takahata désirait que le dessin animé soit colorié avec un style aquarelle. Comme ceci aurait été très difficile (sinon impossible) à faire en utilisant les techniques habituelles, la peinture sur cellulos a été remplacée par le coloriage informatique. Mes voisins les Yamada est ainsi devenu le premier film d'animation du Studio Ghibli entièrement animé et peint à l'ordinateur.